# Cathédrale Saint-Georges de Ferrare
Cette  cathédrale n’est pas la seule cathédrale Saint-Georges.
La cathédrale Saint-Georges de Ferrare (en italien : Basilica Cattedrale di San Giorgio) est une basilique italienne et la cathédrale de la ville de Ferrare, en Émilie-Romagne. Elle est le plus grand édifice religieux de la ville.
Dédiée à saint Georges, saint protecteur de la ville, elle est située dans le centre-ville, non loin du Palais municipal et du célèbre château d'Este, et reliée à l'archevêché par un passage couvert.

## Historique
La basilique a été commencée au XIIe siècle, lorsque la ville s'est étendue vers la rive gauche du Pô. L'ancienne cathédrale, également dédiée à saint Georges, existe toujours sur la rive droite de la rivière. Le nouvel édifice fut commencé en 1135, et le maître-autel fut consacré en 1177. Cela indique que 42 ans après la première pierre, au moins la partie orientale de la cathédrale était presque achevée, soit un bon rythme pour la construction d'une grande église médiévale.

## Description

### Extérieur

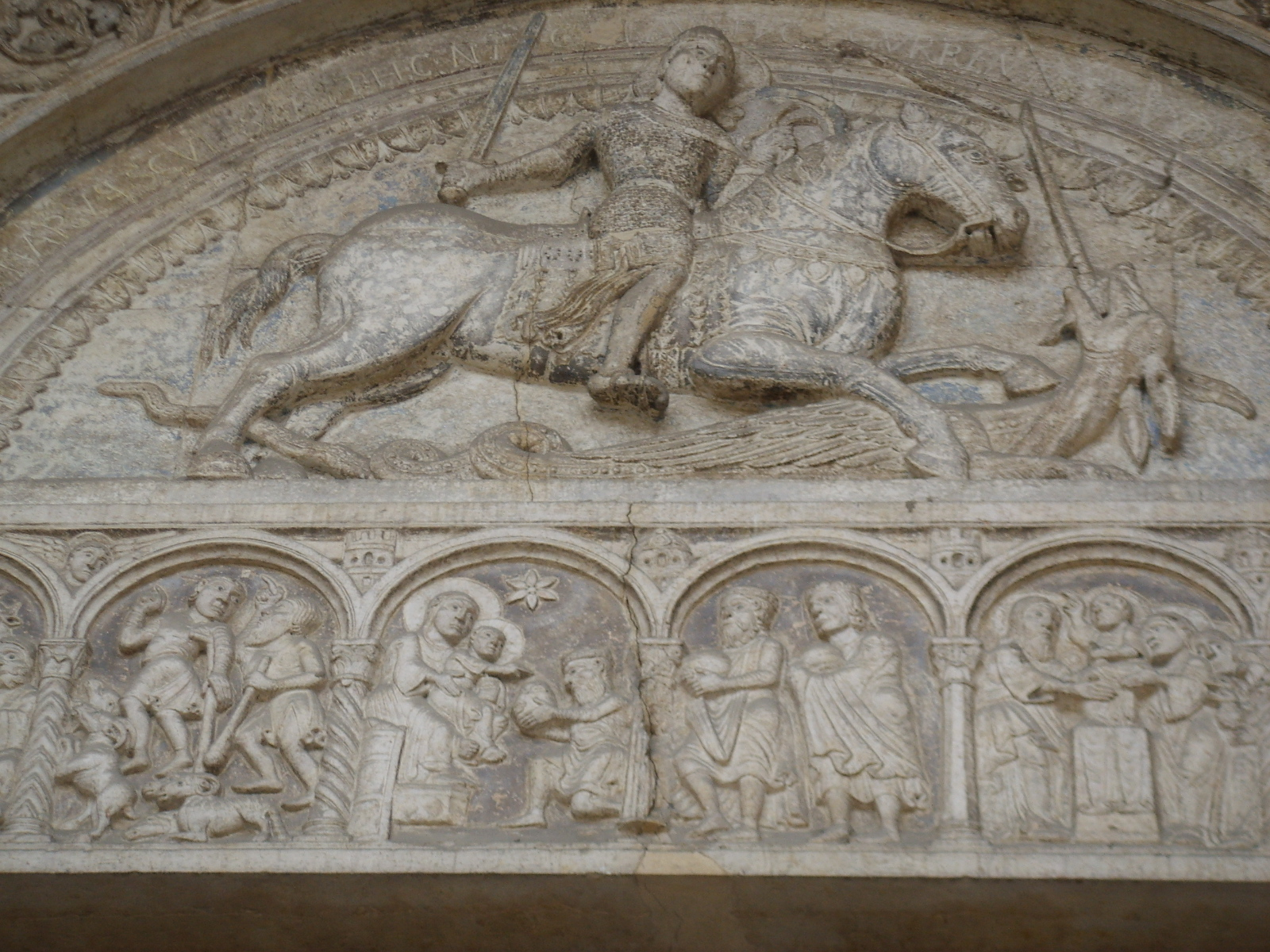
Tympan du portail central, art roman.

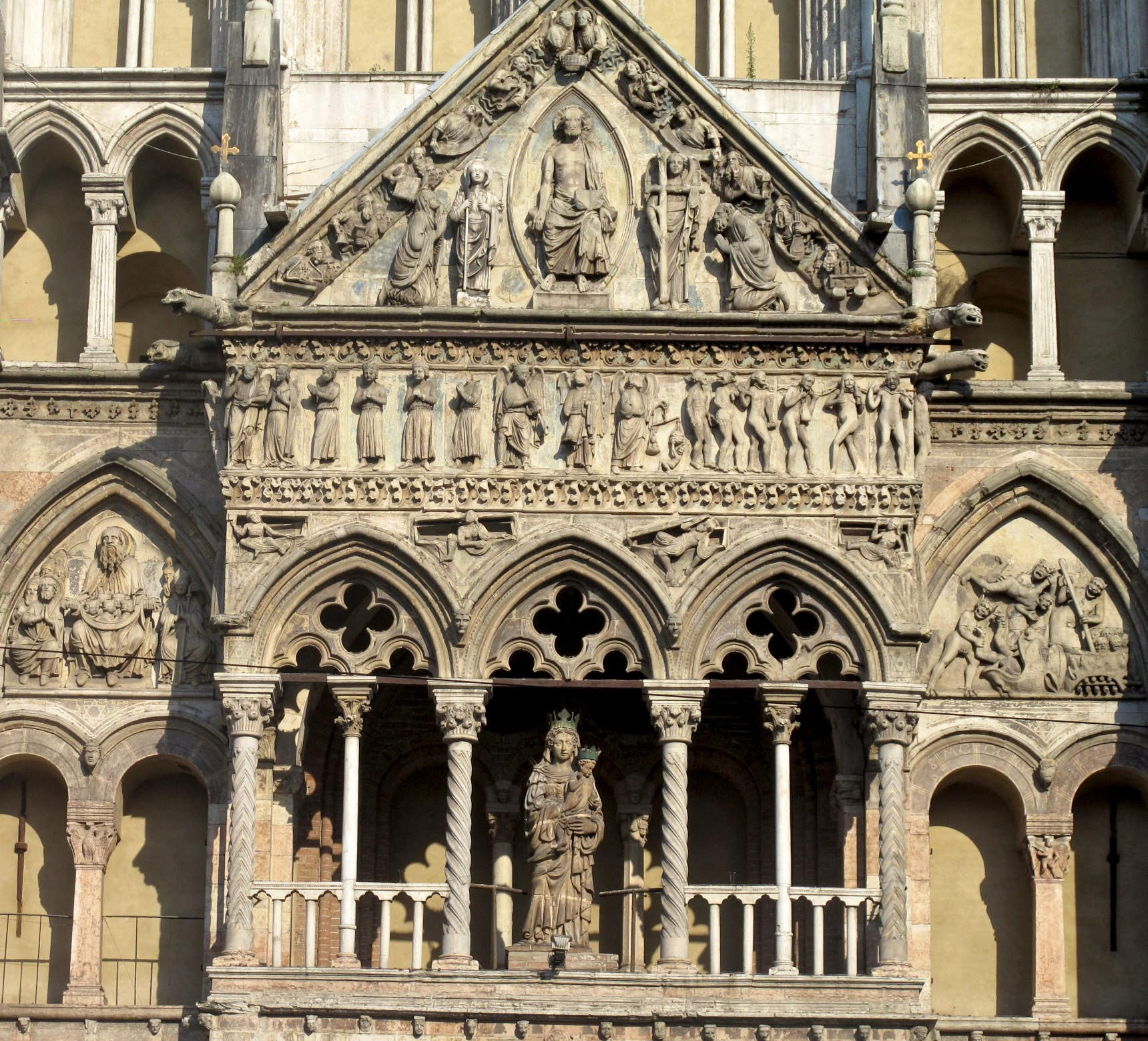
Loggia sur le portail central, art gothique.

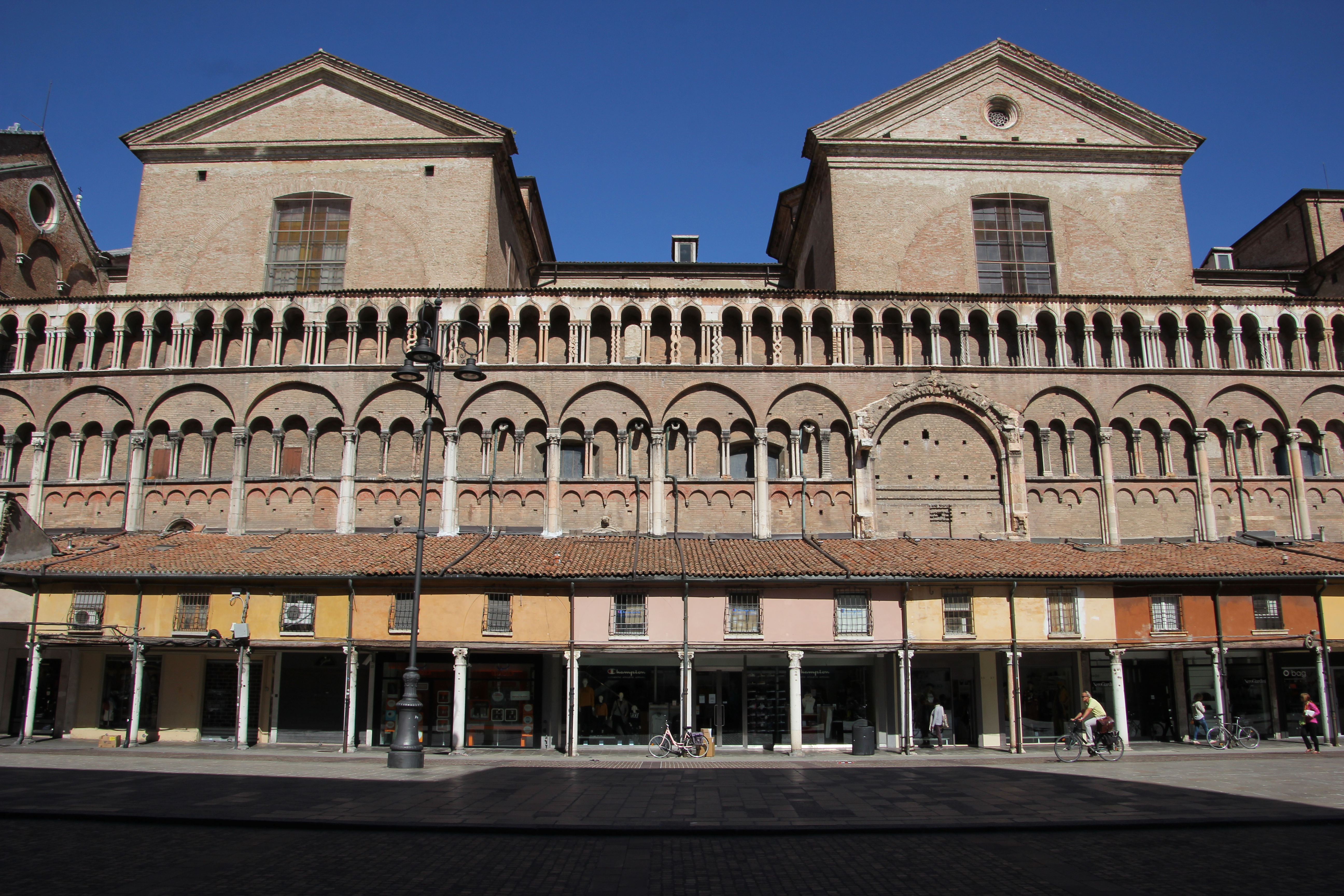
Côté sud : Loggia dei mercanti, galeries du gothique primitif et du gothique vénitien, lucarnes de la Renaissance.

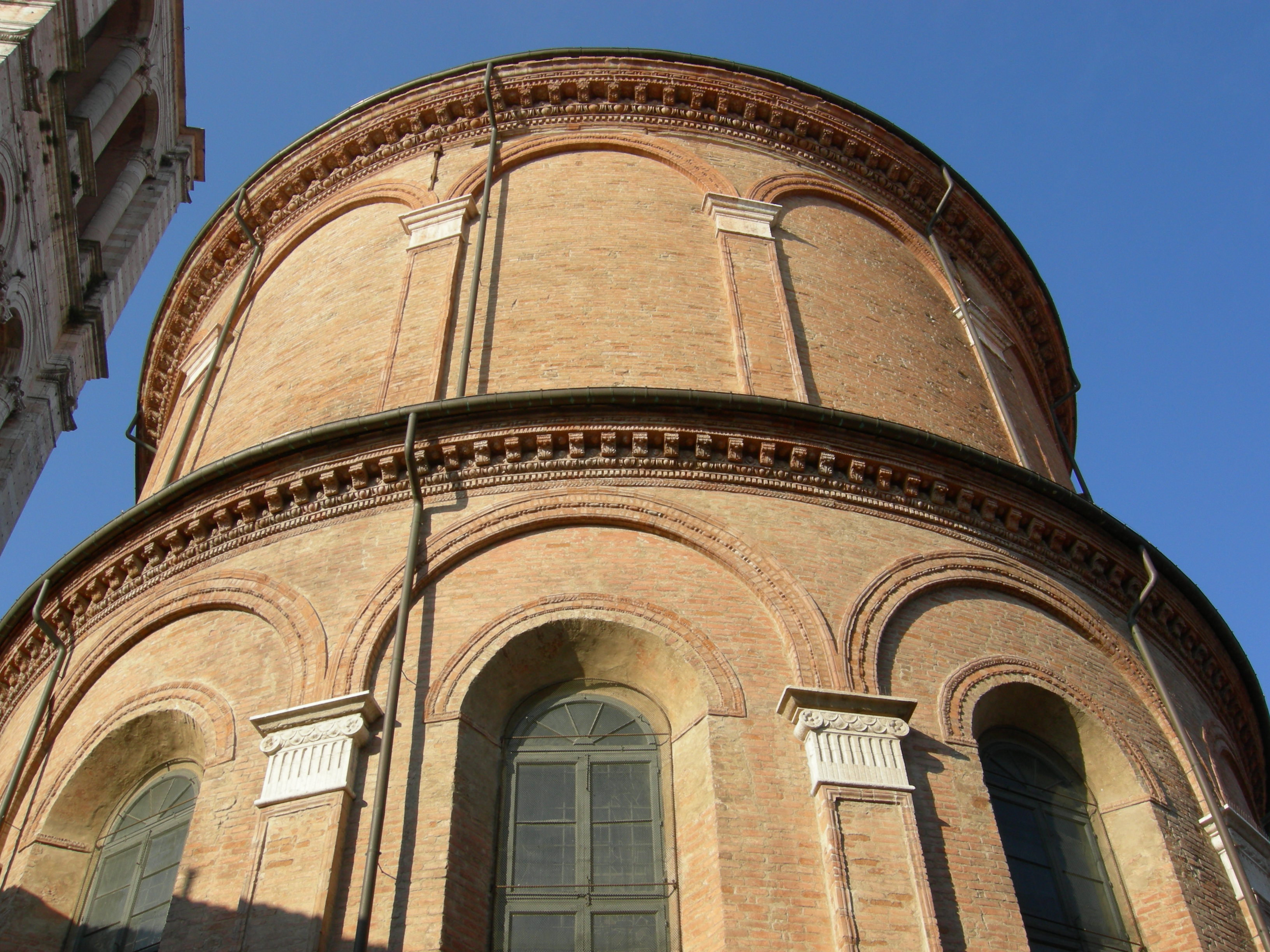
Chevet datant de la Renaissance.

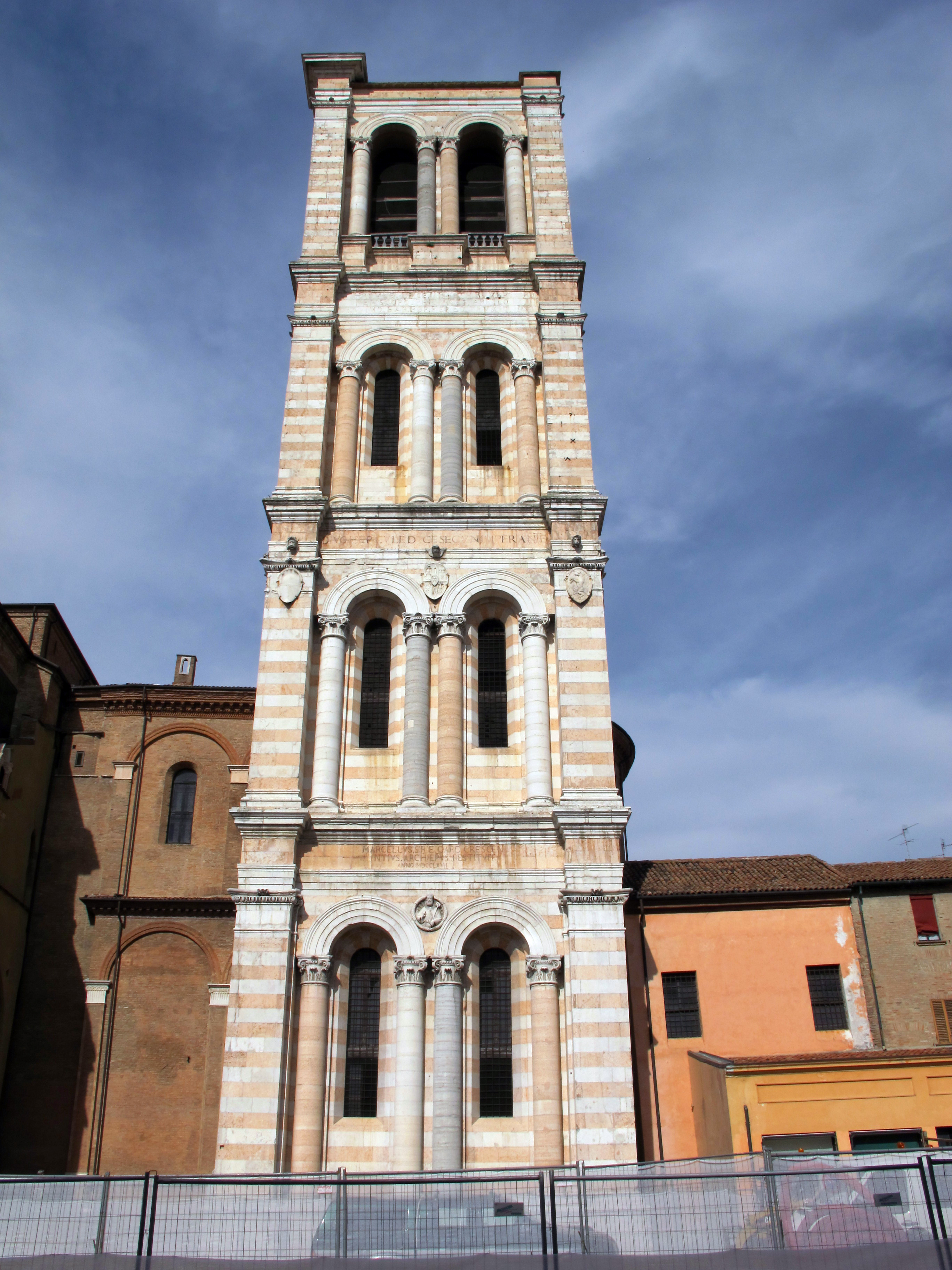
Campanile de la Renaissance en marbre blanc et rosé.

La façade occidentale est en marbre rosé te blanc. La zone inféreure de cette façade a conservé style roman de la conception originale. Mais déjà dans la première galerie commencent des éléments gothiques, en différence aux façades en tout romaniques des Cathédrale es de Modène et de Parme. La zone haute , diverses petites arcades et des rosaces. Le portail central comporte une loggia gothique de 1250, avec une attique dans le style de la proto-Renaissance, avec statues et bas-reliefs.
Le portail est l'œuvre du sculpteur Nicholaus, élève de Guiglielmo. La lunette représente saint Georges, le saint Patron de Ferrare, terrassant le dragon ; sur le linteau des scènes de la Vie du Christ. Tous les personnages ont des proportions romanes. Selon une inscription maintenant détruite, Nicholaus était responsable de la conception de l'édifice original et les portails de deux côtés de la façade ouest sont également de sa main.
L'attique et le bas-relief de la loggia au-dessus du portail sont décorés par un Jugement dernier œuvre d'un maître inconnu. Dans la loggia se trouve une sculpture de la Vierge à l'Enfant.
Les deux côtés de la cathédrale sont de brique. Sur le côté droit se trouve statue d'Alberto d'Este et sur le côté un buste en bronze du pape Clément VIII, avec une inscription en mémoire de la prise de la ville par ce pape.
Les jambages encadrant l'entrée sont ornés de figures représentant l'Annonciation et Quatre Prophètes.
Un deuxième portail par Nicholaus, avec ajouts par Benedetto Antellami, était présent sur le côté sud, mais il a été démoli pendant les restaurations du XVIIIe siècle. Certaines sculptures décoratives sont maintenant sur la place en face de l'édifice, dans le narthex ou encore conservées au musée de la cathédrale.
Sur le côté sud se trouvent deux galeries de phases différentes du gothique. Le campanile en style Renaissance italienne, construit entre 1451-1493 en marbre rosé et blanc, mais inachevé, est attribué à Leon Battista Alberti.
L'abside, en brique, qui imite les arcades aveugles de l'art roman et possède des arcs et des chapiteaux de marbre, a été conçue par l'architecte ferrarais Biagio Rossetti.
La loggia dei mercanti longe tout le côté droit avec ses boutiques.

### Intérieur

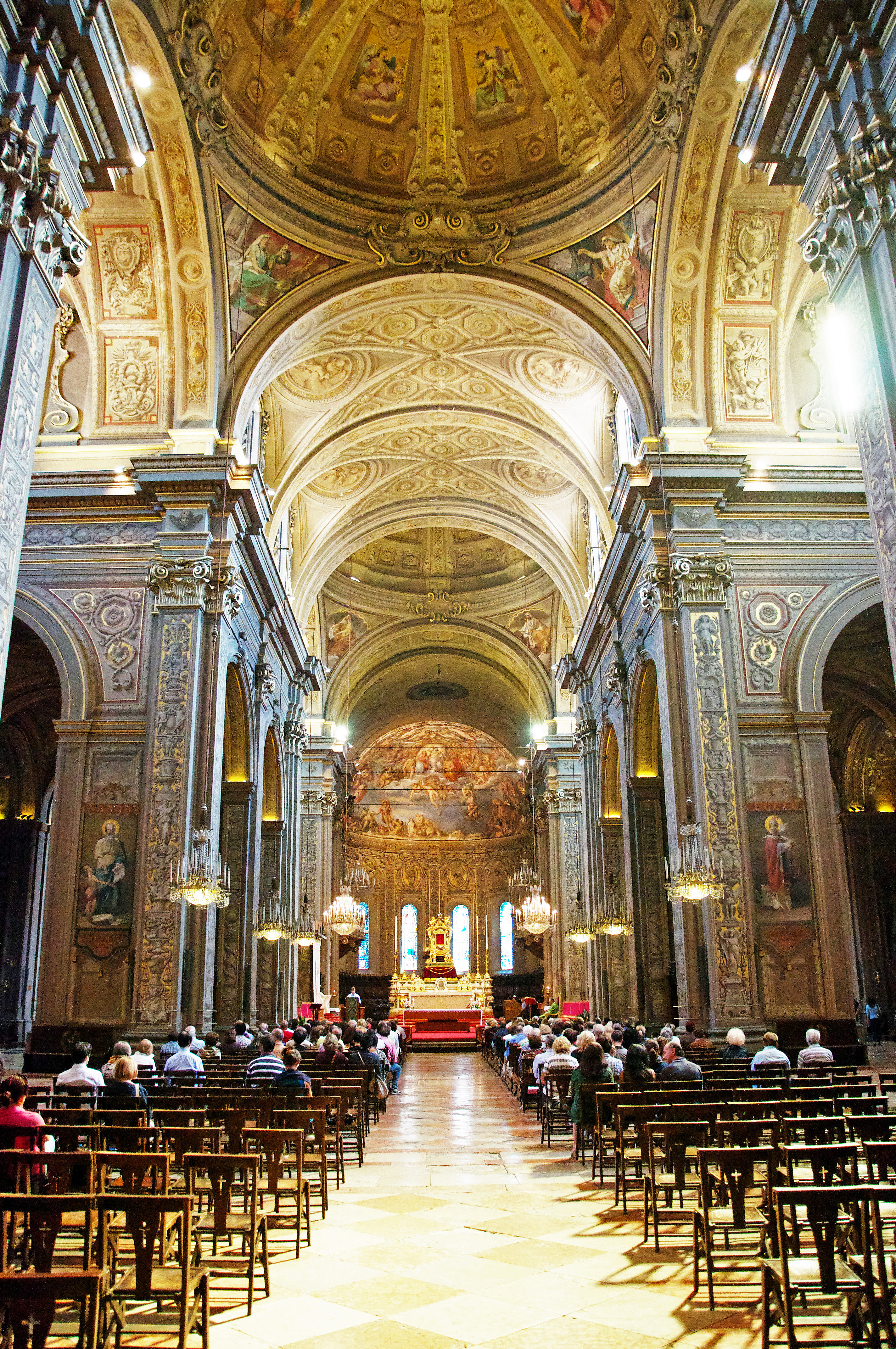
Nef centrale.

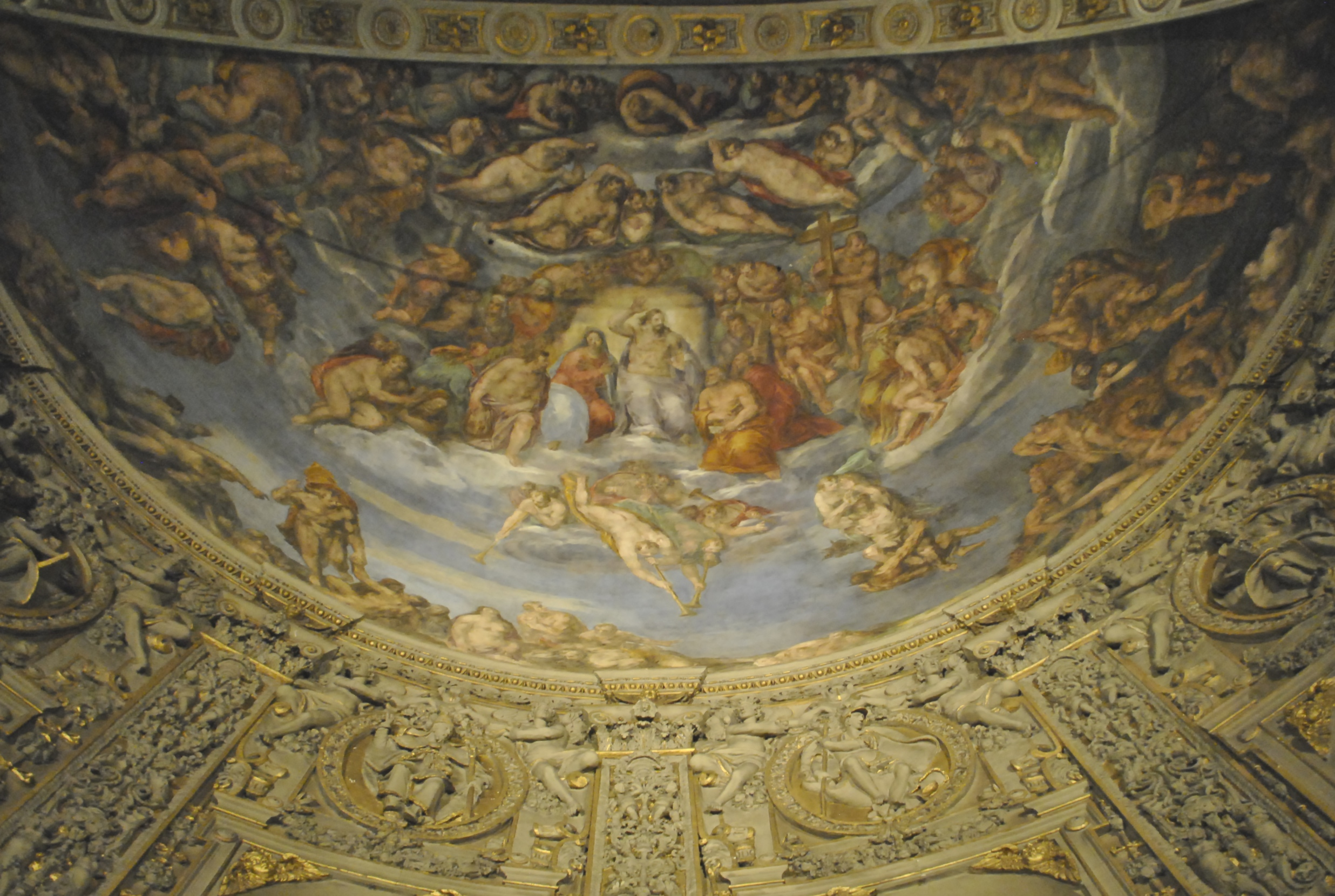
Bastianino, Jugement dernier.

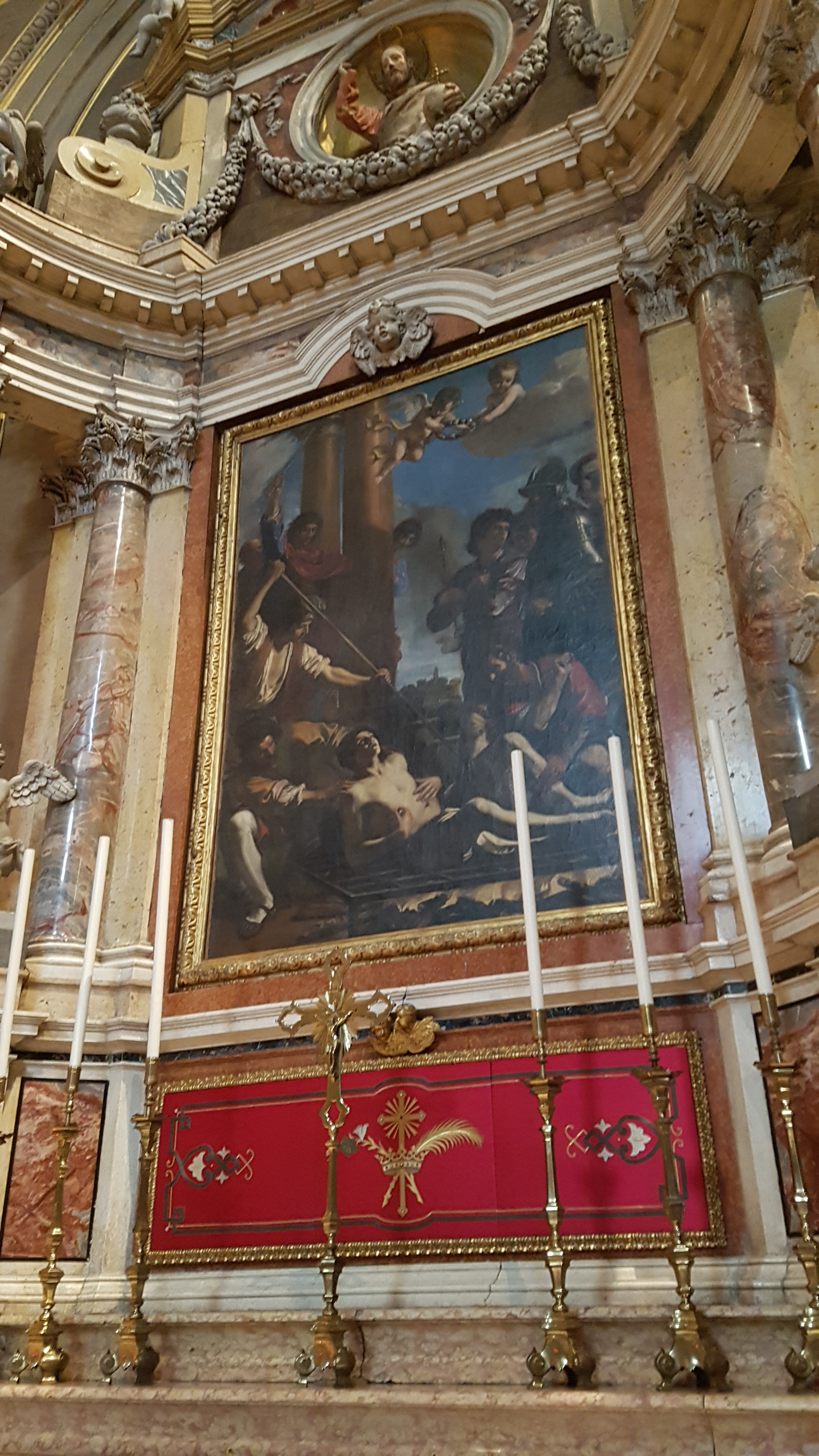
Guerchin, Martyre de San Lorenzo, nef droite.

Dans le hall d'entrée se trouvent les bases originales des piliers de la cathédrale médiévale, qui suggèrent la division d'origine en cinq nefs. On trouve aussi des sarcophages paléochrétiens et d'autres objets en pierre de l'époque.
L'intérieur, entièrement refait dans le style baroque après un incendie au XVIIIe siècle, possède une nef et deux bas-côtés, avec un triple transept. Au centre se dresse le maître-autel, consacré en 1728, œuvre de Celio Tirini (sculpteur vénitien résidant à Ravenne) qui réutilisa le marbre des bâtiments de Ravenne, provenant pour la plupart des ruines du palais de Théodoric de Ravenne. À gauche de l'autel se trouve le tombeau du pape Urbain III (mort à Ferrare en 1187) et à droite le buste du pape Clément XI. Sur la contre-façade se trouvent des statues monumentales des saints patrons de Ferrare, San Giorgio et San Maurelio Vescovo, réalisées par Giovanni Marchiori en 1746. Depuis 1678, après d'autres placements, les statues en bronze de la Crucifixion et des saints Georges et Maurelio, de Niccolò Baroncelli et Domenico di Paris (ce dernier succédant avec Giovanni Baroncelli à la mort de Niccolò) du XVe siècle (auquel fut ajouté en 1955 le monument en marbre dédié à Ruggero Bovelli par le sculpteur Ulderico Fabbri de Ferrare d'après un projet de l'architecte Enrico Alessandri) et le tableau du Martyre de saint Laurent du Guerchin, XVIIe siècle. Dans les chapelles latérales se trouvent également la Madone intronisée et les saints de Garofalo, le Couronnement de la Vierge et des saints de Francesco Francia et la Vierge en gloire avec les saintes Barbara et Catherine de Bastianino (XVIe siècle), qui a également peint la fresque du Jugement dernier inspirée de celle de Michel-Ange à la chapelle Sixtine, dans l'abside, au-dessus du chœur.

## Le musée de la cathédrale
Le musée de la cathédrale auquel on  accède en traversant la place, logé dans l'ancienne église de San Romano, conserve entre autres les œuvres suivantes :
- Annonciation et Saint Georges et le Dragon, Cosmè Tura,
- La Madonna della melagrana, Jacopo della Quercia,
- Huit tapisseries avec des histoires des deux saints patrons de Ferrare basées sur les cartons du Garofalo et Camillo Filippi.

## Source
- (en) Cet article est partiellement ou en totalité issu de l’article de Wikipédia en anglais intitulé « Ferrara Cathedral » (voir la liste des auteurs).